# 大东门桥
大东门桥为江苏省扬州市广陵区小秦淮河上的一座明代单孔砖石拱桥，东西向连接大东门街与彩衣街，该桥因位于原大东门外而得名，原为木质吊桥。现其附近仍存有较多的古民居，西侧还有一小段扬州城墙遗迹，桥上常常有摊贩聚集。